# Hỗ trợ bán hàng qua thiết bị di động
Hỗ trợ bán hàng trên thiết bị di động là cách tiếp cận có hệ thống để giúp đại diện bán hàng chuẩn bị cho tương tác khách hàng tiềm năng trực tiếp, tương tác hiệu quả với khán giả bằng thiết bị di động ở mọi nơi và chố giao dịch nhanh hơn. Không nên nhầm lẫn nó với quy trình hỗ trợ bán hàng lớn hơn. Có nhiều cách mà các tổ chức sử dụng thiết bị di động để tăng cường chức năng quy trình bán hàng. Hành vi hoàn thành trên thiết bị di động có thể bao gồm, nhưng không giới hạn việc sử dụng các ứng dụng chuyên biệt, phân phối nội dung động, chiến thuật email di động hoặc nhắn tin như thông báo đẩy, v.v.